# Teodoro Wolf Ferrari
Pour les articles homonymes, voir Wolf-Ferrari.
Teodoro Wolf-Ferrari, né le 29 juin 1878 et mort le 17 janvier 1945, est un peintre italien, représentant principalement des paysages.

## Biographie
Il est né à Venise, fils d'Auguste Wolf, un copiste d'œuvres de la Galerie d'Art de Monaco. Son frère aîné est le compositeur italien Ermanno Wolf-Ferrari. Teodoro a étudié jusqu'en 1895, à l'Académie des Beaux-Arts de Venise, où il a étudié avec Guglielmo Ciardi et Pietro Fragiacomo. Il est retourné à Monaco en 1896, où il a été influencé par le symboliste Arnold Bocklin et il se lia d'amitié Fritz Erler et Leo Piitz. Il a continué à exposer à Monaco et en Allemagne. En 1910, il a eu une exposition personnelle à la Ca' Pesaro à Venise. Il a également exposé à la Biennale de Venise (depuis 1912) et Roman Secession (1913 et 1915). Ses dernières œuvres représentent principalement des paysages. Il est mort à San Zenone degli Ezzelini. Il a peint une vue de Lo spitz di mezzodì da Brusa Adaz un Zolno Alto sur l'affichage dans le Brighton et Hove, des Musées et des Galeries d'Art